# Клуда
Клуда је мало ненасељено острвце у хрватском делу Јадранског мора у акваторији општине Марина.
Налази се у Дрвенички канал између острва Шипово и Дрвеник Вели. Површина острва износи 0,022 км². Дужина обалне линије је 1,23 км. Највиши врх на острву је висок 50 метара